# Bryan Van Den Bogaert
Bryan Van Den Bogaert (Deurne, 14 december 1991) is een Belgisch voetballer.
Van Den Bogaert maakte zijn debuut bij Cappellen FC in de derde klasse. In 2013 maakte hij de overstap naar KSK Heist om in 2014 bij Antwerp FC te belanden. Hier liep zijn contract in juni 2015 af, waarna hij testte bij Bolton Wanderers en vierdeklasser Shrewsbury Town.